# Weidenhäuser Mühle

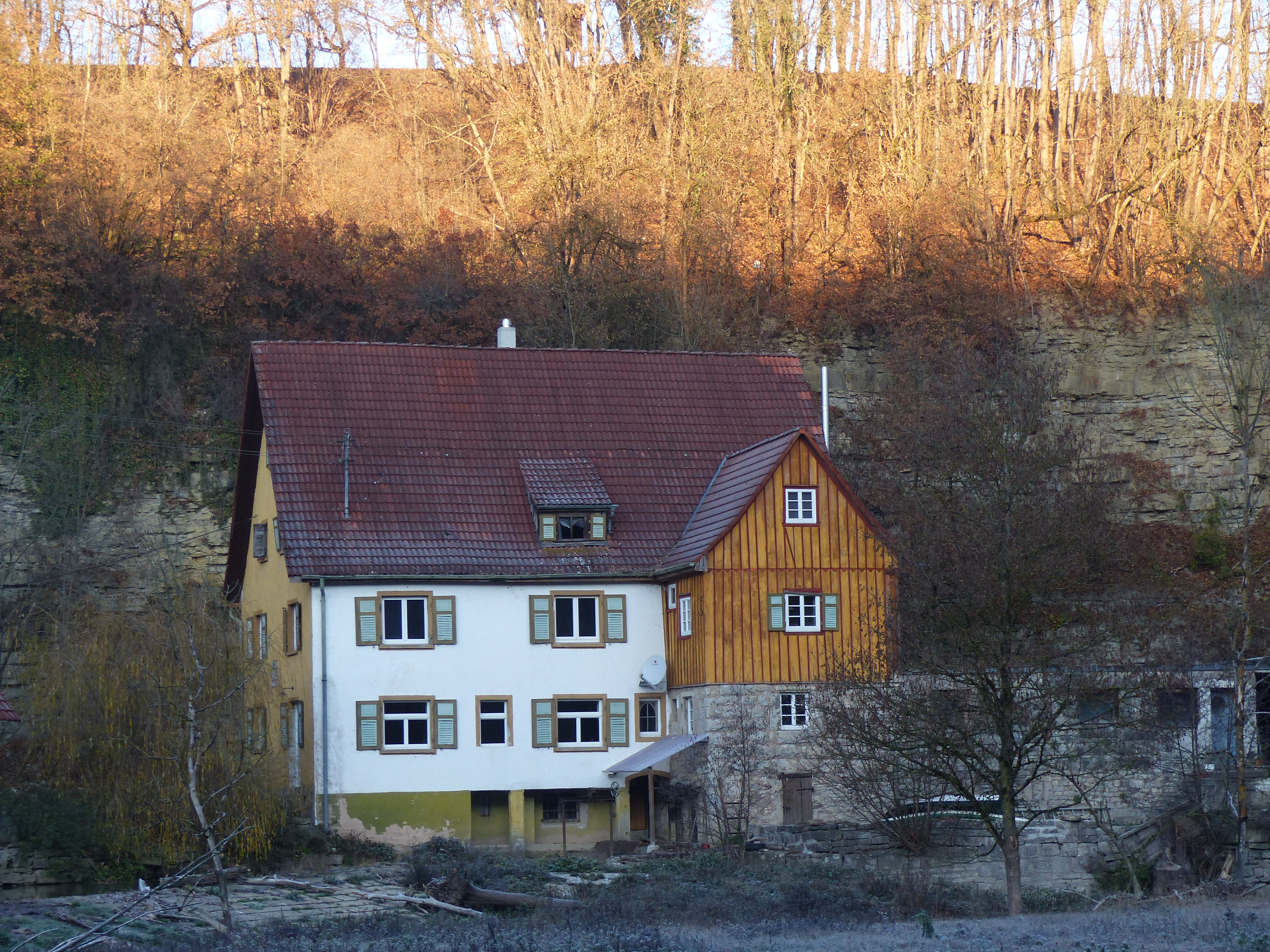
Blick auf die Weidenhäuser Mühle, 2018

Die Weidenhäuser Mühle oder Weidenhausen ist ein Wohnplatz auf der Gemarkung des Crailsheimer Stadtteils Tiefenbach im Landkreis Schwäbisch Hall in Baden-Württemberg.

## Geographie
Die Weidenhäuser Mühle ist etwa einen Kilometer östlich von Tiefenbach im Jagsttal gelegen und verbindet Satteldorf und Tiefenbach miteinander. Die Tallagen südlich, östlich und nordöstlich der Weidenhäuser Mühle gehören zum Natur- und Landschaftsschutzgebiet Jagsttal mit Seitentälern zwischen Crailsheim und Kirchberg.

## Geschichte
Die einzigen Bauwerke gehören zur gleichnamigen historischen denkmalgeschützten Mühle aus dem 14. Jahrhundert. Der Besitzername entstand nach einem abgegangenen Wohnplatz Weidenhausen, der urkundlich nicht erwähnt ist. Die Hoheitsrechte besaß Ansbach. Der Mühlenbetrieb wurde im Jahre 1941 eingestellt. Der Wohnplatz Weidenhäuser Mühle kam als Teil der ehemals selbständigen Gemeinde Tiefenbach am 1. Januar 1971 zur Stadt Crailsheim. Zwischen 2012 und 2019 wurde die historische Mühle umfassend saniert.